# 王志郁
王志郁（1976年10月28日—），台灣的新聞主播。畢業於國立政治大學廣電系。曾任三立iNEWS主播、《錢進新世界》製作人兼主持人。現任三立iNEWS總監、《CATCH大錢潮》製作人兼主持人。

## 經歷
- 台北之音編輯、記者
- 三立電視新聞部記者、節目旁白、氣象主播、新聞主播、節目主持人
- 三立iNEWS《2000大世界》主持人
- 三立iNEWS《錢進新世界》主持人
- 三立iNEWS總監
- 網路節目《王志郁PLUS》主持人
- 三立iNEWS《CATCH大錢潮》主持人[3]
- POP Radio聯播網   POP大國民 主持人 （週二，17：00～18：00時段）

## 2018年马来西亚大选报导争议
2018年5月10日，在2018年马来西亚大选的一天后，王志郁在三立iNEWS报导此大选的结果的同时，也报导当选的马哈迪·莫哈末批评前首相纳吉·阿都拉萨为“亲中卖马”，加上报导两方选举领袖纳吉和马哈迪批为“亲中派”和“反中派”，更因净选盟的关系将马来西亚华裔理解为“黄杉军”，甚至在报导马来西亚新闻时将新加坡鱼尾狮置为背景等等的争议内容，导致马来西亚多数网民批评不实和不客观、以及对三立iNEWS在Facebook的网页洗版。同年5月11日，三立電視新聞部發布道歉聲明，向马来西亚观众致歉。

## 曾擔任播報節目
| 時間                        | 頻道       | 節目                                             | 備註           |
| --------------------------- | ---------- | ------------------------------------------------ | -------------- |
|                             | 三立新聞台 | 《早安新鮮聞》                                   |                |
|                             | 三立新聞台 | 《三立正午新聞》                                 |                |
|                             | 三立新聞台 | 《新台灣加油》                                   |                |
|                             | 三立新聞台 | 《三立晚間新聞→1800新聞網 1900台灣大頭條》       |                |
|                             | 三立新聞台 | 《搶救生態 三立全紀錄》                          |                |
|                             | 三立台灣台 | 《三立午間新聞》                                 |                |
|                             | 三立台灣台 | 《三立晚間新聞》                                 |                |
|                             | 三立財經台 | 《1800財經新聞網 1900財經大頭條→1900財經大頭條》 |                |
|                             | 三立財經台 | 《富郁向錢衝》                                   | 主持人         |
| 2015年8月3日-2017年5月6日   | 三立財經台 | 《88理財有方》                                   | 主持人         |
|                             | 三立財經台 | 《88樂活趣》                                     | 主持人         |
| 2017年6月26日-2021年9月10日 | 三立iNEWS  | 《2000iNEWS大世界》                              | 製作人兼主播   |
| 2022年1月3日-2022年5月31日  | 三立iNEWS  | 《2000iNEWS大世界》                              | 製作人兼主播   |
| 2019年1月25日-2019年4月26日 | 三立iNEWS  | 《全民金融通》                                   | 主持人         |
| 2021年9月13日-2022年5月31日 | 三立iNEWS  | 《iNEWS錢進大頭條》                              | 當家主播       |
| 2022年6月1日-2023年1月3日   | 三立iNEWS  | 《錢進新世界》                                   | 製作人兼主持人 |
| 2023年1月4日-至今           | 三立iNEWS  | 《CATCH大錢潮》                                  | 製作人兼主持人 |

## 外部連結
- 三立新聞主播王志郁的Facebook專頁
- YouTube上的王志郁Plus頻道